# Leischaft
Die Leischaft  (auch Laischaft) war im Spätmittelalter eine Selbstverwaltungsorganisation in Städten des westfälischen Raums, vornehmlich in Münster und Osnabrück (Niedersachsen). Sie sind abzugrenzen von der Bauerschaft in Dortmund und von den Schreinsbezirken in Köln.

## Begrifflichkeit
Der Begriff Leischaft basiert vermutlich auf letscipi, dem altsächsischen Wort für Bauerschaft.
Die Funktion der Leischaft übernehmen anderenorts das Quartier, die Gemeinde, das Banner, der Hof und die Nachbarschaft.
Die Leischaften entstanden im späten Mittelalter und lösten die Verwaltungseinheit Kirchspiel ab. Die Leischaften waren oft größer als die Kirchspielgrenzen und griffen strahlenförmig auf das benachbarte städtische Umland jenseits der Mauern über. Benannt wurden sie nach Kirchenpatronen, Ortsteilen oder den Stadttoren.
Sie hatten keine direkte Vertretung in den Räten, wirkten jedoch bei der alljährlichen Berufung der Ratsherren mit. Weiterhin waren sie bis in die Neuzeit für das Gerichts-, Wehr-, Wach-, Lösch- und Steuerwesen zuständig.

## Laischaften in Osnabrück
In Osnabrück bestanden im Mittelalter entsprechend den vier Altstadtbezirken in der sogenannten Binnenburg und Butenburg vier Laischaften, wie sie dort bezeichnet werden; ihre Zahl wuchs später auf acht. Ihren Namen hatten sie nach den Stadttoren, durch die das Vieh auf die Weiden getrieben wurde, welche zwischen Stadtbefestigung und Landwehr lagen. Erstmals urkundlich erwähnt wurden die Osnabrücker Laischaften 1348 in der Sate, der Stadtverfassung, aus deren Zeit bis heute der Handgiftentag in der Stadt gefeiert wird. Je selbständiger Osnabrück wurde, desto mehr wuchs die Weidewirtschaft und den Hohen Herren, Domherren, Stiftsherren usw., wurde immer mehr von der Bürgerschaft bzw. der Laischaft an Eigenständigkeit aus der Hand genommen. Das blieb allerdings nicht ohne Spannungen und es kam zu heftigen Auseinandersetzungen. Der Rampendalsche-Aufstand 1430, der Lenethun-Aufstand 1489 und der Oberg-Aufstand 1525 zeugen von einer Bodenfrage, wer im Weideland das Sagen hatte.
Bis heute überdauert haben in Osnabrück die Heger Laischaft und die Herrenteichslaischaft. Die nunmehr in der Rechtsform eines Vereins geführten Laischaften verwalten unter anderem einen umfangreichen Grundbesitz im heutigen Stadtgebiet. Die Vereinsvorsitzenden werden der Tradition folgend noch heute als Buchhalter bezeichnet.
Die Heger Laischaft richtet noch immer den Schnatgang aus, der im 19. Jahrhundert zu einem Traditionsfest wurde und auch heute noch alle sieben Jahre mit einem sieben Tage dauernden Volksfest verbunden ist.

## Leischaften in Münster
In Münster bestanden seit dem 14. Jahrhundert sechs Leischaften, die als Verwaltungsbezirke fungierten. Es waren die nach Kirchspielen benannten Leischaften Liebfrauen, Martini, Lamberti, Ludgeri und Aegidii sowie die Leischaft Jüdefeld.
Sie nahmen Einfluss auf die Zusammensetzung des Stadtrats, der bis zur Mitte des 15. Jahrhunderts ausschließlich aus Erbmännern, den Patriziern der Stadt, bestand. Der Begriff Erbmänner bezeichnete nach Hermann von Kerssenbrock, der von 1550 bis 1575 Rektor der Domschule war, die Erbfähigkeit des Standes. Erbmänner (von denen die Familien Bischopinck, Droste zu Hülshoff und Kerckerinck noch heute bestehen) lebten von Einkünften aus Landwirtschaft und Renten und vererbten Titel sowie Rechte, etwa den Anspruch, ein Wappen zu führen.
Der Rat wurde jeweils am ersten Montag nach Beginn der Fastenzeit gewählt. Vier Leischaften wählten jeweils zwei als Kurgenossen bezeichnete Wahlmänner; die Leischaften Jüdefeld und Überwasser entsandten gemeinsam zwei Kurgenossen.
Die Kurgenossen wählten ihrerseits die Ratsherrn. Als Kurgenossen fungierten beispielsweise Handwerksmeister mit Bürgerrecht, die sich in Gilden und seit 1410 zur Gesamtgilde zusammengeschlossen hatten. 1525 etwa vertrat der Steinhauer Heinrich Brabender die Martini-Leischaft als Kurgenosse, sein Sohn Johann Brabender 1560.
Die Personenschatzungen der Leischaften gaben auch Aufschluss über den gesellschaftlichen Status von Einwohnern der Stadt. So wurde Andrea Alovisii, der in Münster lebende Hofmaler des Osnabrücker Fürstbischofs Franz Wilhelm von Wartenberg, 1676 von der Aegidii-Leischaft als hochfürstlicher Maler bezeichnet; 1685 wurde er nach dem Tod des Fürstbischofs und dem daraus folgendem Verlust seiner Stellung sowie dem Fortzug vom angesehenen Prinzipalmarkt in der Personenschatzung der Ludgeri-Leischaft nur noch als geringer hausbesitzender Handwerksgesell aufgeführt.